# Tour della nazionale maschile di rugby a 15 delle Samoa Occidentali 1995
Nel periodo tra le edizioni del 1992 e del 1995, la nazionale di rugby XV di Samoa si è recata varie volte in tour oltremare.

## Tour in Sudafrica
Tour di preparazione alla Coppa del Mondo di rugby 1995.
| Pretoria aprile 1995 | Northern Transvaal | 23 – 13 | Samoa XV | Loftus Versfeld |

| Durban aprile 1995 | Natal | 21 – 17 | Samoa XV | Kings Park |

| Arbitro: | Johan Meuwesen |

| |            | |
| Stransky, Williams 2 Rossouw, Small Andrews, Johnson 3 | mt         | Lima |
| Johnson 5, Stransky | tr         | |
| Johnson | c.p.       | Umaga |
| 15.Gavin Johnson, 14.James Small, 13.Japie Mulder, 12.Hennie le Roux, 11.Chester Williams, 10.Joël Stransky, 9.Joost van der Westhuizen, 8.Rudolf Straeuli, 7.Ruben Kruger, 6.François Pienaar (cap.), 5.Mark Andrews, 4.Kobus Wiese, 3.Balie Swart, 2.Chris Rossouw, 1.Os du Randt - Sostituti: Chris Badenhorst, Henry Honiball, Mornay Visser, Ian Macdonald | Formazioni | 15.Mike Umaga, 14.Brian Lima, 13.To'o Vaega, 12.George Leaupepe, 11.George Harder, 10.Esera Puleitu, 9.Tu Nu'uali'itia, 8.Pat Lam, 7.Malaki Iupeli, 6.Sila Vaifale, 5.Daryl Williams, 4.Lio Falaniko, 3.Peter Fatialofa (cap.), 2.Tala Leiasamaiva'o, 1.Mike Mika - Sostituti: George Latu, Junior Paramore, Fata Sini, Freddie Tuilagi |

| Johannesburg 21 aprile 1995 | Transvaal | 12 – 13 | Samoa XV | Ellis Park |

| Johannesburg 26 aprile 1995 | Northern Transvaal | 52 – 16 | Samoa XV | Ellis Park |

## Tour nelle Isole Britanniche
Dopo i mondiali si recano invece nelle Isole britanniche, dove conquistano uno storico pareggio con la Scozia.
| Inverleith 8 novembre 1995 | Edimburgo | 22 – 35 | Samoa XV |  |

| Hawick 12 novembre 1995 | Scozia A | 6 – 29 | Samoa XV |  |

| Perth 14 novembre 1995 | North & Midlands | 47 – 14 | Samoa XV |  |

| Arbitro: | William Henning |

| |            | |
| | mt         | Kaleta, Leaupepe |
| | tr         | Kellett |
| Dods 5 | c.p.       | Kellett |
| 15.Rowen Shepherd, 14.Michael Dods, 13.Gregor Townsend, 12.Graham Shiel, 11.Kenny Logan, 10.Craig Chalmers, 9.Bryan Redpath, 8.Ian Smith, 7.Stuart Reid, 6.Rob Wainwright (cap.), 5.Damian Cronin, 4.Doddie Weir, 3.Paul Burnell, 2.Jim Hay, 1.Dave Hilton - Sostituti: Stewart Campbell | Formazioni | 15.Veli Patu, 14.Brian Lima, 13.To'o Vaega, 12.George Leaupepe, 11.Alex Telea, 10.Darren Kellett, 9.Joe Filemu, 8.Pat Lam (cap.), 7.Sila Vaifale, 6.Sam Kaleta, 5.Potu Leavasa, 4.Lio Falaniko, 3.Peter Fatialofa, 2.Tala Leiasamaiva'o, 1.Mike Mika - Sostituti: Mathew Vaea, Stephen Smith |

| Oxford 21 novembre 1995 | Università di Oxford | 15 – 47 | Samoa XV |  |

| Cambridge 25 novembre 1995 | Università di Cambridge | 22 – 14 | Samoa XV |  |

| Londra 29 novembre 1995 | London & Southeast | 32 – 40 | Samoa XV |  |

| Leicester 2 dicembre 1995 | Midlands | 40 – 19 | Samoa XV |  |

| Huddersfield 5 dicembre 1995 | Northern | 34 – 8 | Samoa XV |  |

| Gloucester 9 dicembre 1995 | Southwest | 16 – 31 | Samoa XV |  |

| Gateshead 12 dicembre 1995 | Inghilterra A | 55 – 0 | Samoa XV |  |

| Arbitro: | Ian Rogers |

| |            | |
| Dallaglio, Underwood | mt         | |
| Grayson | tr         | |
| Grayson 5 | c.p.       | Kellett 3 |
| 15.Mike Catt, 14.Damian Hopley, 13.Will Carling (cap.), 12.Jerry Guscott, 11.Rory Underwood, 10.Paul Grayson, 9.Matt Dawson, 8.Ben Clarke, 7.Lawrence Dallaglio, 6.Tim Rodber, 5.Martin Bayfield, 4.Martin Johnson, 3.Jason Leonard, 2.Mark Regan, 1.Graham Rowntree | Formazioni | 15.Veli Patu, 14.Brian Lima, 13.To'o Vaega, 12.George Leaupepe, 11.Alex Telea, 10.Darren Kellett, 9.Joe Filemu, 8.Pat Lam (cap.), 7.Sila Vaifale, 6.Sam Kaleta, 5.Lio Falaniko, 4.Potu Leavasa, 3.Peter Fatialofa, 2.Tala Leiasamaiva'o, 1.Mike Mika - Sostituti: Stephen Smith |